# Jean-François Clouet
Pour les articles homonymes, voir Clouet.
Jean-François Clouet, né à Singly le 11 novembre 1751 et mort à Cayenne (Guyane française) le 4 juillet 1801, est un chimiste français, spécialiste de la métallurgie.

## Biographie
Jean-François Clouet naquit dans la paroisse champenoise de Saint-Louis qui, depuis 1793, se nomme Singly ; ses parents, Norbert Clouet et Marie-Jeanne Tayot, y étaient propriétaires d'une métairie, qu’ils exploitaient eux-mêmes.
Il fit ses études au collège Charleville avec des succès marqués. Il était en rhétorique, lorsqu'il fut admis à suivre les cours de calcul et de géométrie descriptive relative aux arts, à l'École royale du génie de Mézières.
Il en suivit les leçons avec ardeur, s’y distingua, et reçut l'estime de Gaspard Monge, alors enseignant de cette école. Il vint ensuite à Paris, pour visiter les ateliers et les manufactures où il pourrait appliquer son savoir dans les arts et les sciences.
De retour à la ferme, dont il avait hérité de ses parents, il établit d’abord une faïencerie qui eut beaucoup de succès, ce qui lui donna occasion de faire des recherches sur la composition des émaux.
Il avait prêté l'ensemble de sa fortune à une entreprise de commerce de Charleville, la Maison Virion, laquelle fit banqueroute. En 1783, ruiné, il dut renoncer à sa faïencerie.
Il prit alors la résolution de trouver fortune en Amérique ; et en attendant qu'il pût l'effectuer, il consentit à remplir une chaire de chimie à l'École royale du génie de Mézières.
En 1783 et 1784, Clouet participa aux expériences de Gaspard Monge sur la composition de l'eau et de l'acide nitreux, et il réalisa avec lui la première liquéfaction d'un gaz : l'anhydride sulfureux (c'est-à-dire le dioxyde de soufre), et entreprit divers essais relatifs aux aérostats : fabrication de gaz à l'eau, essais sur les enveloppes, etc.
À la fin de l'année 1784, Gaspard Monge abandonna ses fonctions de professeur à l'École de Génie de Mézières ; Clouet le remplaça dans l'enseignement de la physique et de la chimie ; il put ainsi continuer les essais et les expériences de chimie, en particulier dans la métallurgie. Dès 1786, Monge attire l'attention de la communauté scientifique sur les résultats obtenus par Clouet concernant la composition de la sidérite, les propriétés du fer arsénieux, etc.
En 1791, il publie une courte étude sur la composition de la matière colorante du bleu de Prusse.
Au début de l'année 1793, le ministre de la Guerre, Jean-Nicolas Pache, lui demande de réorganiser et de diriger les forges nationales des Ardennes, de la Meuse et de la Moselle. Il établit à Daigny une fabrique de fer forgé, et à partir de cette usine, il parvint à approvisionner de cette matière les arsenaux de Douai et de Metz. Cette fabrique était équipée d'un laminoir dont la construction fut regardée comme un chef-d‘œuvre de mécanique.
Fin 1793, il collabore à l'établissement de plusieurs usines d'armement, puis reprend la direction de ses usines du Nord-Est jusqu'au début de 1795, date où il est appelé à Paris pour entreprendre de nouveaux essais de fabrication de l'acier fondu. Il réussit à faire des lames de sabre imitant parfaitement les damas de Perse.
Le 28 février 1796, il est nommé associé non-résident de l'Institut national de France, créé quelques mois plus tôt, dans la section « Arts mécaniques » .
Le jour, Clouet présidait aux constructions, et la nuit, il écrivait les mémoires que le gouvernement lui demandait. Exercé depuis longtemps à vaincre le sommeil, il en était venu à n'avoir plus besoin de dormir qu'une heure par nuit, encore sans se coucher.
À Paris, Clouet fréquente François Arago dans les salons. Il y fait la rencontre de Henri de Saint-Simon et du jeune Coessin et y retrouve Claude Joseph Ferry qui fut son collègue à Mézières et l'un des deux frères, Nicolas ou Jean-Siméon Champy, chimistes comme lui, anciens élèves de Polytechnique. Dans ce groupe épris de réformisme et de rousseauisme, quelques-uns se détachent par une exaltation ; Clouet est de ceux-là. Il n'envisage pas de réformer la société de l'intérieur ; il aspire à en créer une nouvelle, parfaite.
S‘étant sérieusement occupé de la chimie végétale et de la transformation des produits végétaux les uns dans les autres, il croyait que le climat de Cayenne, si favorable à la végétation, lui offrirait des ressources qu'il aurait vainement espéré de trouver ailleurs ; il aspirait aussi à y fonder la république idéale de ses vœux. Il partit pour cette terre dans les derniers jours de novembre 1799, accompagné de Coessin et d'un nommé Chevalier, ses disciples. 
Il semble que la collaboration fut, pour le moins, houleuse : « Les deux fondateurs ne furent pas longtemps d'accord : leurs prétentions et une caisse vide les brouillèrent. Chacun d'eux réclamait la suprématie dans l'œuvre commune, Clouet, parce qu'il savait la chimie, et Coëssin, parce qu'il savait tout : la théologie, l'astronomie, la physique, les mathématiques, l'agriculture, et qu'il connaissait le secret de gouverner les hommes. Clouet ne voulut pas se laisser gouverner, il renvoya son collègue en Europe ; et M. Coëssin trouva que la France était un sol moins ingrat que les savanes de la Guyane. »
Il y mourut, victime des fièvres, le 4 juillet 1801.

## Publications
- Résultat des expériences & observations de MM. De Ch… & Cl… sur l'Acier fondu, Journal de physique, de chimie, d'histoire naturelle et des arts, juillet 1788, vol. 33, p. 46-47 .
- Mémoire sur la composition de la matière colorante du bleu de Prusse, Annales de Chimie, 1791, t. 11, p. 30-35 .
- Résultats d'expériences sur les différens états du fer, Journal des Mines, an VII, no 9, p. 3–12 .
- Recherches sur la composition des émaux, Annales de chimie ; ou Recueil de mémoires concernant la chimie et les arts qui en dépendent, Paris : Fuchs, an VIII, vol. 34, p. 200–224 .
- Instruction sur la fabrication des lames figurées, ou des lames dites de Damas, œuvre posthume de Clouet, Journal des Mines, no 90, ventôse an XII, p. 421–435 .

Il est en outre le co-signataire, avec Jean Nicolas Pierre Hachette et Jean-Joseph Welter, du Procès- verbal de la conversion du fer doux en acier fondu par le diamant, du 12 août 1799, paru dans Correspondance sur l'École impériale Polytechnique, Paris : Veuve Courcier, 1814, vol. 2 (janvier 1809-janvier 1813), p. 458 . Cet essai de conversion détermine la similitude chimique entre le diamant et le charbon.